# Франса, Уэсли
Уэсли Винисиус Франса Лима (порт.-браз. Wesley Vinicius França Lima, более известный, как Уэсли Франса порт. Wesley França; род. 6 сентября 2003, Асайландия, Мараньян) — бразильский футболист, полузащитник клуба «Рома».

## Клубная карьера
Франса — воспитанник клубов «Атлетико Тубаран» и «Фламенго». 10 декабря 2021 в матче против «Атлетико Гоияниенсе» он дебютировал в бразильской Серии A в составе последнего. 9 июня 2023 года в поединке Кубка Либертадорес против аргентинского «Расинга» Уэсли забил свой первый гол за «Фламенго». 